# Magnus Uggla
Per Allan Magnus Claësson Uggla (Engelbrekts församling, 18 giugno 1954) è un cantante svedese.

## Biografia
Magnus Uggla ha fatto il proprio debutto nell'industria discografica con l'album in studio Om Bobbo Viking (1975). Ha in seguito piazzato Livets teater (1976), secondo LP, al 28º posto della Sverigetopplistan.
Va ska man ta livet av sig för när man ändå inte får höra snacket efteråt, uscito l'anno successivo, si è collocato al vertice della classifica svedese. Vittring (1978) ha raggiunto la 7ª posizione della graduatoria, mentre Den ljusnande framtid är vår (1980) ha scalato la Sverigetopplistan fino alla 5ª posizione.
Välkommen till folkhemmet (1983) è anch'esso arrivato alla cima della classifica nazionale, così come Den döende dandyn (1986). L'anno seguente viene presentato Allting som ni gör kan jag göra bättre, classificatosi 2º.
35-åringen (1989), certificato doppio platino dalla IFPI Sverige, ha anch'esso raggiunto la cima della Sverigetopplistan. Quattro anni più tardi ha fatto ritorno sulle scene musicali col progetto Alla får påsar, numero uno in classifica e disco di platino.
Karaoke (1997), triplo platino in patria, ha anch'esso guidato la Sverigetopplistan. Anche Där jag är e're alltid bäst (2000) è riuscito a impadronirsi del primo posto, venendo certificato doppio platino.
Den tatuerade generationen (2004) e Ett bedårande barn av sin tid - Magnus Uggla sjunger Karl Gerhard (2006) hanno entrambi raggiunto la numero uno in Svezia. Pärlor åt svinen (2007), invece, si è fermato al 2º posto e ha ricevuto il disco di platino.
Innan filmen tagit slut (2011) ha segnato un'ulteriore entrata al numero uno nella Sverigetopplistan. È stato premiato con il Grammis alla carriera.
Innan kronan blir för tung (2025), il suo primo disco di inediti in quasi quattordici anni, ha fatto l'ingresso direttamente al vertice della classifica nazionale.

## Discografia

### Album in studio
- 1975 – Om Bobbo Viking
- 1976 – Livets teater
- 1977 – Va ska man ta livet av sig för när man ändå inte får höra snacket efteråt
- 1978 – Vittring
- 1980 – Den ljusnande framtid är vår
- 1983 – Välkommen till folkhemmet
- 1986 – Den döende dandyn
- 1987 – Allting som ni gör kan jag göra bättre
- 1989 – 35-åringen
- 1993 – Alla får påsar
- 1997 – Karaoke
- 2000 – Där jag är e're alltid bäst
- 2004 – Den tatuerade generationen
- 2006 – Ett bedårande barn av sin tid - Magnus Uggla sjunger Karl Gerhard
- 2007 – Pärlor åt svinen
- 2010 – Karl Gerhard passerar i revy
- 2011 – Innan filmen tagit slut
- 2025 – Innan kronan blir för tung

### Album dal vivo
- 1981 – Godkänd pirat - Live
- 2013 – Magnus den store

### EP
- 2013 – Allting som ni gör kan jag göra så mycket bättre
- 2020 – Alla tolkningar

### Raccolte
- 1985 – Retrospektivt collage
- 1986 – Collection
- 1994 – 100% Uggla
- 2002 – Klassiska mästerverk
- 2008 – Magnus Uggla 1975-2008

### Singoli
- 1976 – Sommartid
- 1977 – Yeh, Why Not
- 1977 – Ja just du ska va gla/Ge livet en chans
- 1977 – Varning på stan/Draget
- 1978 – Vittring/Hallå
- 1979 – Everything You Do
- 1980 – Apati
- 1980 – Centrumhets/Everything You Do
- 1981 – Body Love
- 1981 – Ain't About to Go Back
- 1981 – Sommartid
- 1983 – I.Q.
- 1986 – Fula gubbar
- 1986 – Joey Killer
- 1987 – Vem kan man lita på
- 1987 – Ska vi gå hem till dig
- 1989 – Jag mår illa
- 1989 – Baby Boom
- 1989 – Dum dum
- 1990 – Stig in och ta en cocktail
- 1993 – Dansar aldrig nykter
- 1993 – 4 sekunder
- 1993 – Jånni Balle
- 1993 – Varning på stan
- 1994 – Victoria
- 1994 – Trubaduren
- 1994 – Mitt decennium
- 1994 – Till dom otrogna
- 1997 – Kung för en dag
- 1997 – Jag vill
- 1998 – Pom pom
- 1998 – Hand i hand
- 1998 – Gör det
- 2000 – Hotta brudar
- 2000 – Nitar & läder
- 2001 – Morsan är okej
- 2001 – Där vi är e're alltid bäst
- 2002 – Vi ska till VM!
- 2004 – Efterfest
- 2004 – Värsta grymma tjejen
- 2005 – Nu har pappa laddat bössan
- 2007 – För kung och fosterland
- 2007 – Pärlor åt svin
- 2007 – Vild & skild
- 2008 – 24 timmar
- 2013 – Århundradets fest
- 2014 – Min bättre hälft
- 2016 – Glittrar
- 2018 – Århundradets Jul
- 2021 – Johnny the Rucker (Remode)
- 2021 – Fredagsdrinken
- 2022 – Våran stad
- 2024 – Bästa kebaben i hela stan
- 2024 – Galet jävla kär (con Sofie Svensson & Dom Där)
- 2025 – Som att jag bryr mig